# Joanna Pettet
Joanna Pettet, geboren als Joanna Jane Salmon (Londen, 16 november 1942) is een Brits actrice.

## Biografie
Nadat haar vader, Harold Nigel Edgerton Salmon, overleed tijdens de Tweede Wereldoorlog, hertrouwde haar moeder en verhuisde de familie Salmon naar Canada. Hier adopteerde haar stiefvader haar en kreeg de achternaam Pettet.
Tijdens haar studie kreeg ze rollen in de Broadway-stukken Take Her, She's Mine, The Chinese Prime Minister en Poor Richard, waar ook Alan Bates en Gene Hackman in te zien waren. Hier werd ze ontdekt door Sidney Lumet. Hij gaf haar een van de hoofdrollen in The Group (1966).
Pettet kreeg rollen in films in een concurrerende tijd. Ook Candice Bergen, Shirley Knight en Jessica Walter doken in die tijd op. Hollywood Reporter Robert Osborne begon haar te vergelijken met actrices als Bette Davis, Barbara Stanwyck, Ida Lupino en Grace Kelly.
Het succes van haar eerste film, deed veel voor Pettets carrière. Nadat ze naast onder andere Peter O'Toole in The Night of the Generals te zien was, kreeg ze in 1967 de rol van Bond Girl Mata Bond in de parodiefilm Casino Royale.
In 1968 trouwde Pettet met Alex Cord en beviel later dat jaar van haar zoon. Na haar scheiding met Cord in 1989, na een huwelijk die 21 jaar duurde, hertrouwde ze niet opnieuw.
Pettet verloor al snel haar bekendheid in de jaren 70 en kreeg rollen in B-films en televisiefilms. Echter, Pettet kreeg wel gastrollen in bekende televisieseries, waaronder The Love Boat en Fantasy Island. Ook had ze een terugkerende rol in Knots Landing in 1983. Daarnaast was Pettet ook een onofficiële Scream queen, met rollen in de horrorfilms Welcome to Arrow Beach (1974), The Evil (1978) en Double Exposure (1983).
Tijdens het filmen van haar laatste film, Terror in Paradise, die werd uitgebracht in 1990, werd Pettet in de Filipijnen gegijzeld gehouden door een groep rebellen, onder leiding van Gregorio Honasan. Honasan, die veel later nadat hem amnestie was verleend senator werd, had de intentie Corazon Aquino te vervangen. Sinds dit incident is Pettet haar enthousiasme voor het acteren kwijt.
De plotselinge en onverwachtse dood van haar enige kind in 1995, die toen 26 jaar oud was, verwoestte Pettet. Ze woonde een tijd in afzondering in Californië voordat ze uiteindelijk terug verhuisde naar haar geboorteplaats Londen.
Pettet was een goede vriendin van Sharon Tate, die ze enkele uren voor haar dood bezocht. Tate werd later die dag, op 8 augustus 1969, vermoord door de Manson familie.
- Biblioteca Nacional de España: XX1541475
- Bibliothèque nationale de France: cb142155496 (data)
- Gemeinsame Normdatei: 143948202
- International Standard Name Identifier: 0000 0001 1885 6155
- Library of Congress Control Number: no98050871
- Nationale Bibliotheek van Israël: 987012858849405171
- Système universitaire de documentation: 233878882
- Virtual International Authority File: 2682203
- WorldCat: E39PBJkhQrTQypYGPPK98gY3wC